# Godétch (obchtina)
La commune de Godétch (en bulgare Община Годеч - Obchtina Godétch) est située dans l'ouest de la Bulgarie.

## Géographie
La commune de Godétch est située dans le sud-ouest de la Bulgarie, à 45 km au nord-nord-ouest de Sofia. 
Son chef lieu est la ville de Godétch et elle fait partie de la région de Sofia.

## Administration

### Structure administrative
La commune compte 20 lieux habités :
|  |  |

## Galerie

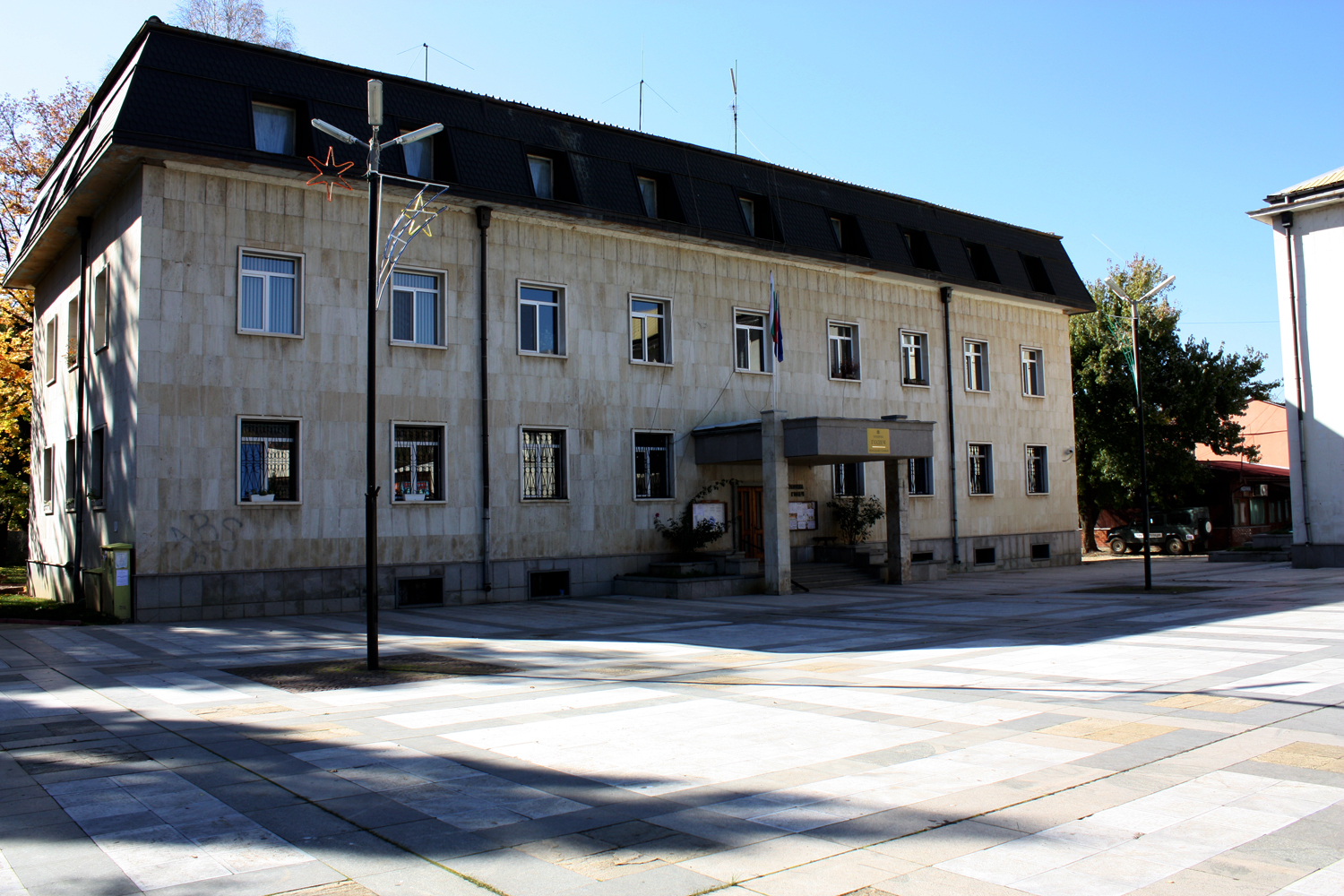
La mairie de Godétch
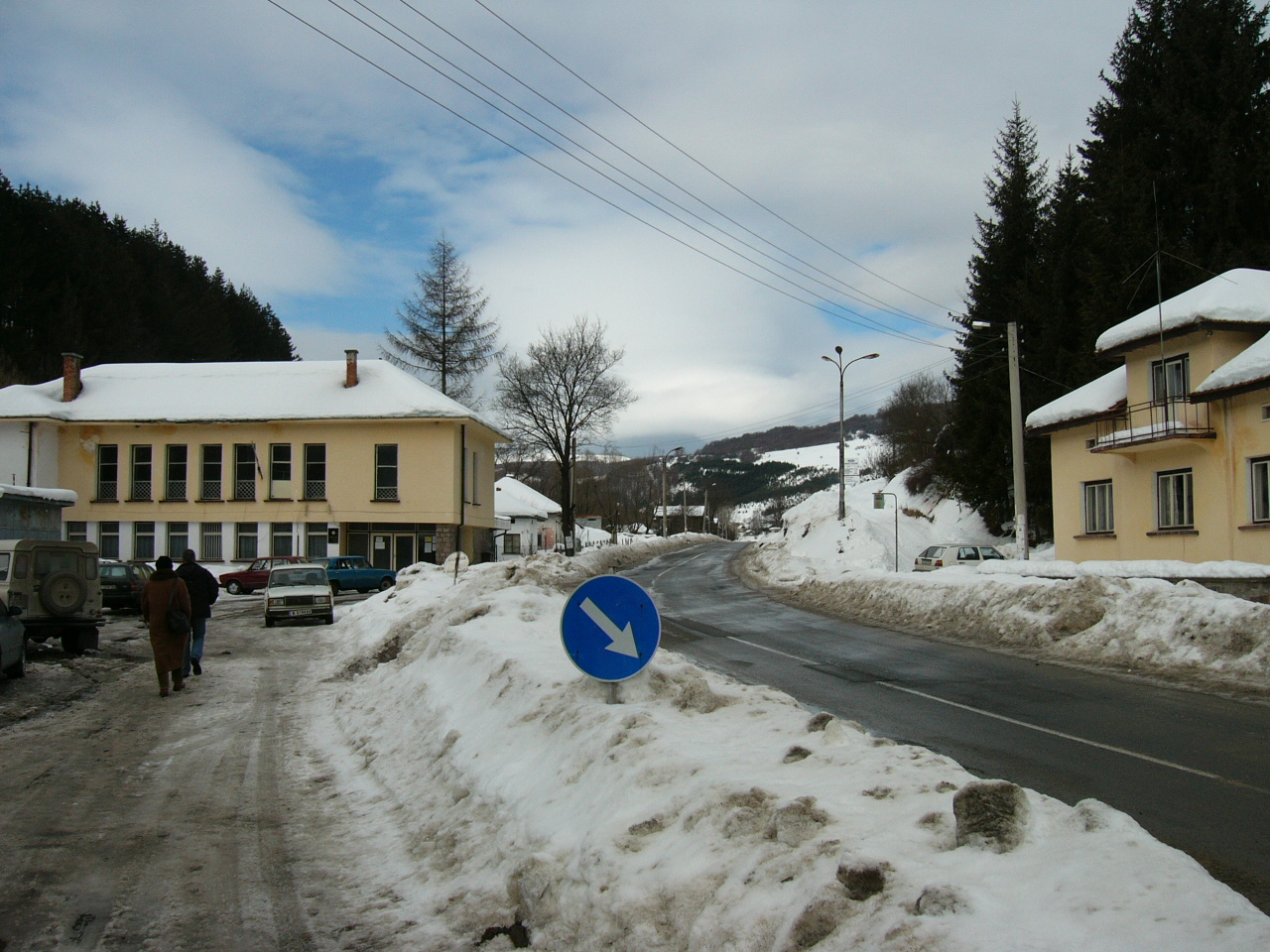
Le village de Guintsi en hiver
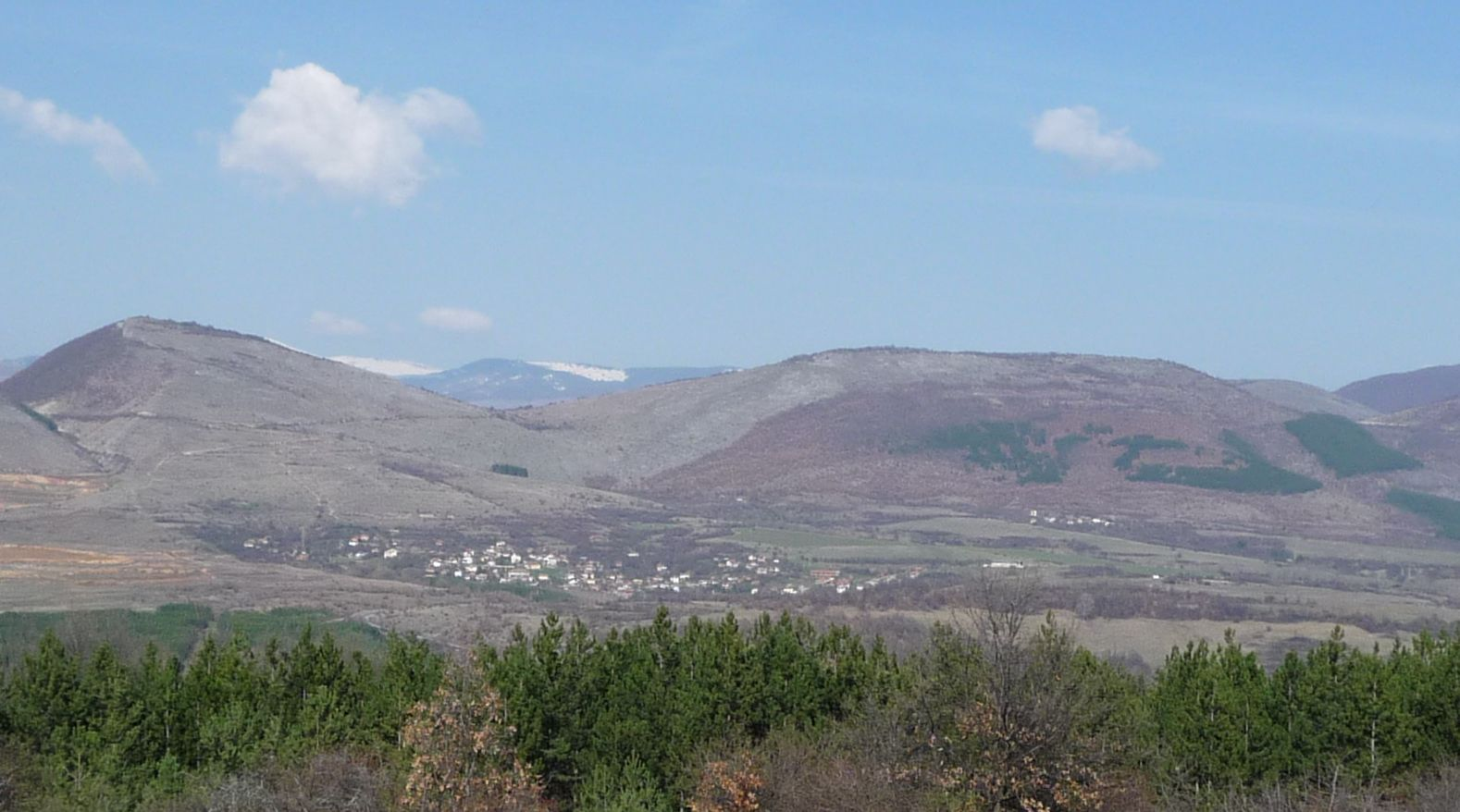
Vue panoramique du village de Goléche
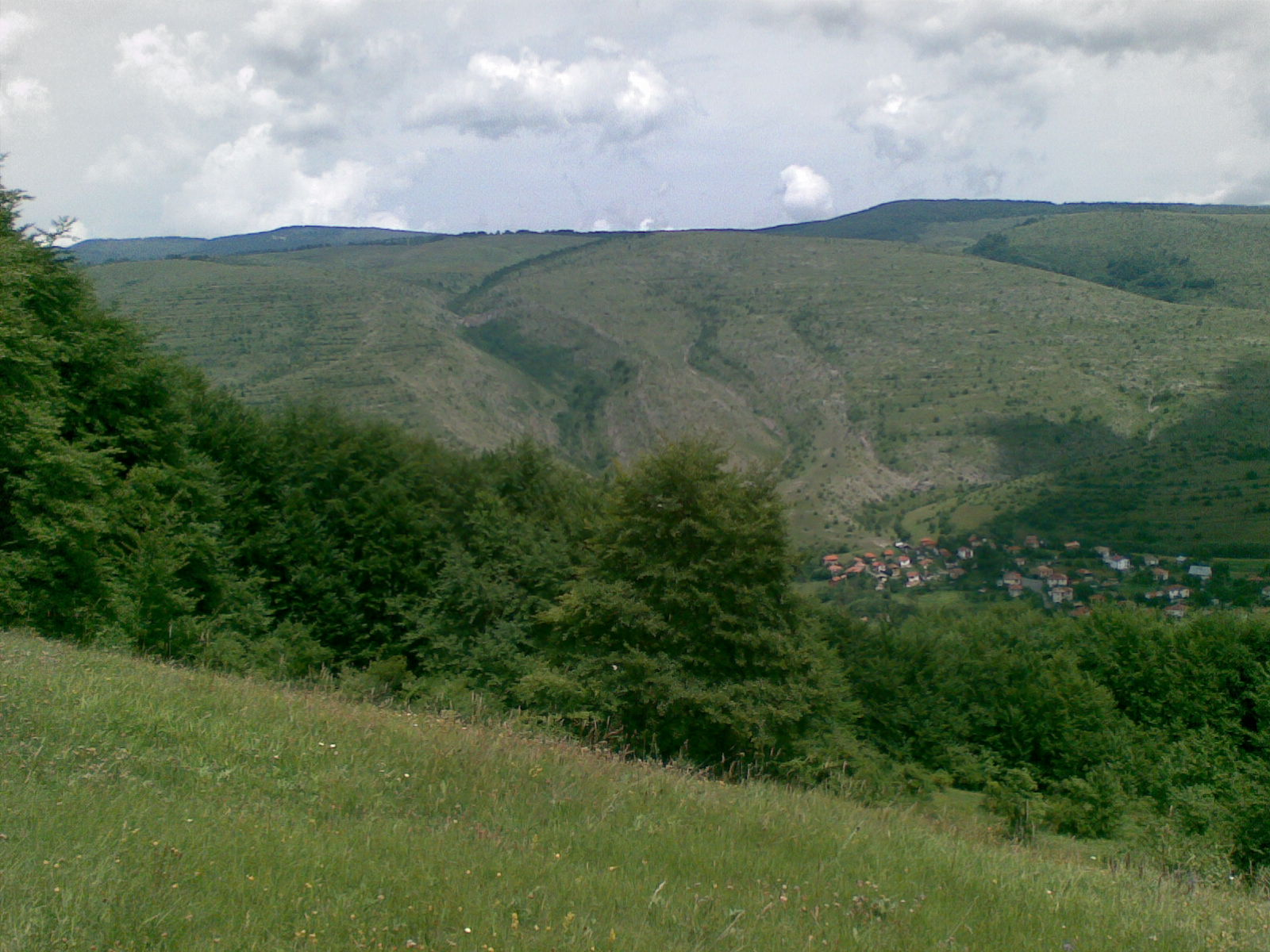
Vue panoramique du village de Goubéche
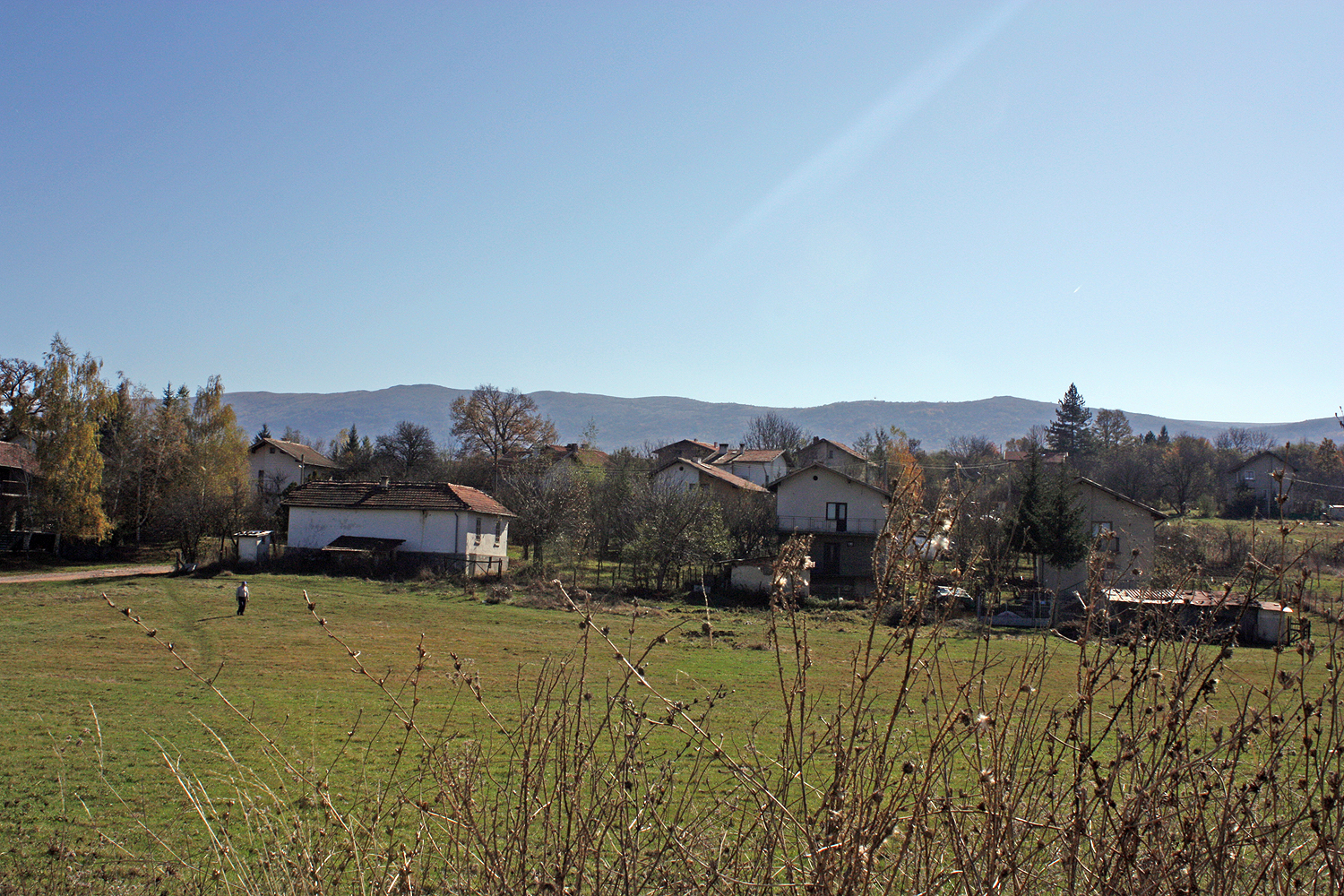
Le centre de Kalénovtsi
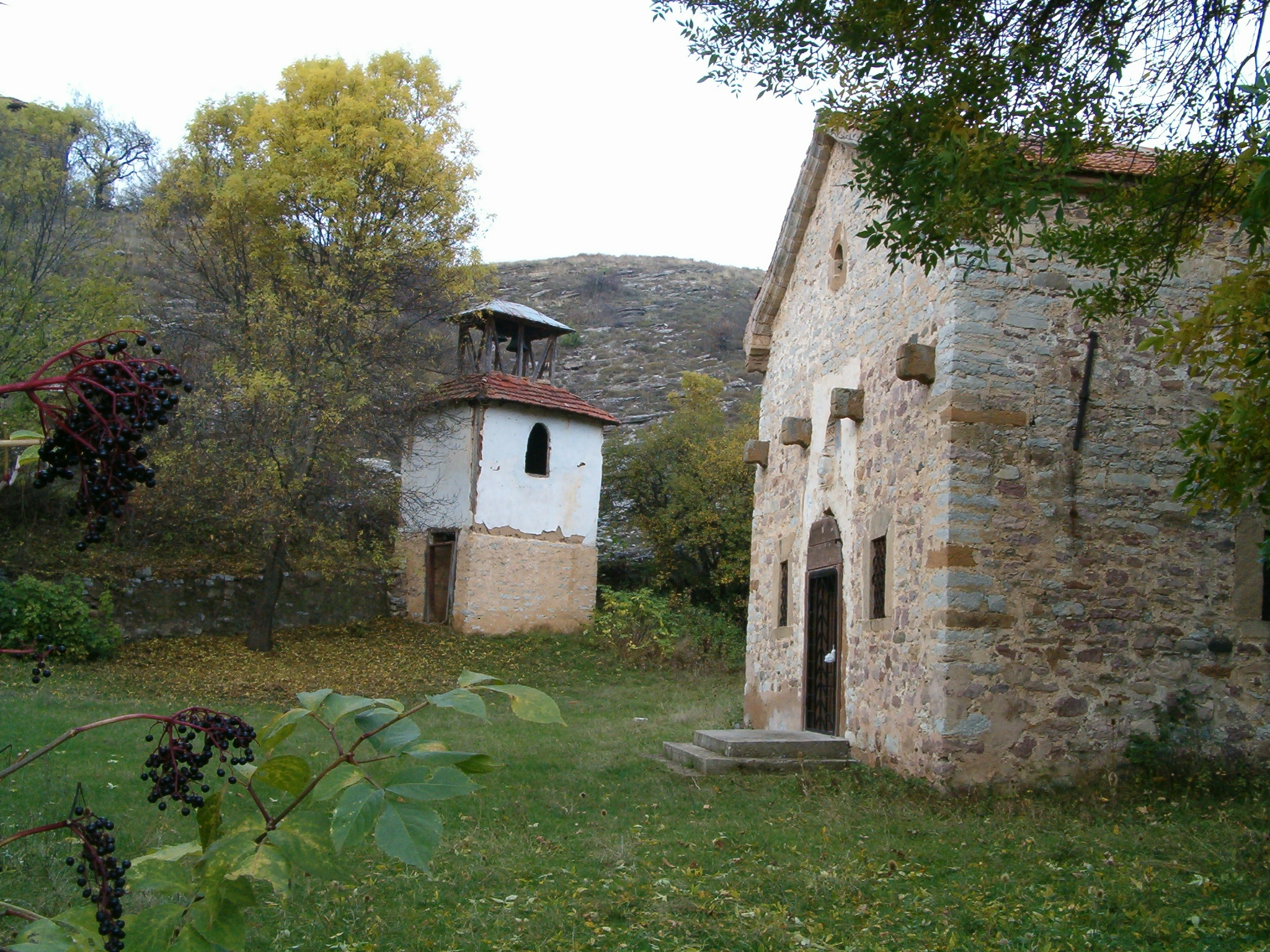
L'église de Komchtitsa
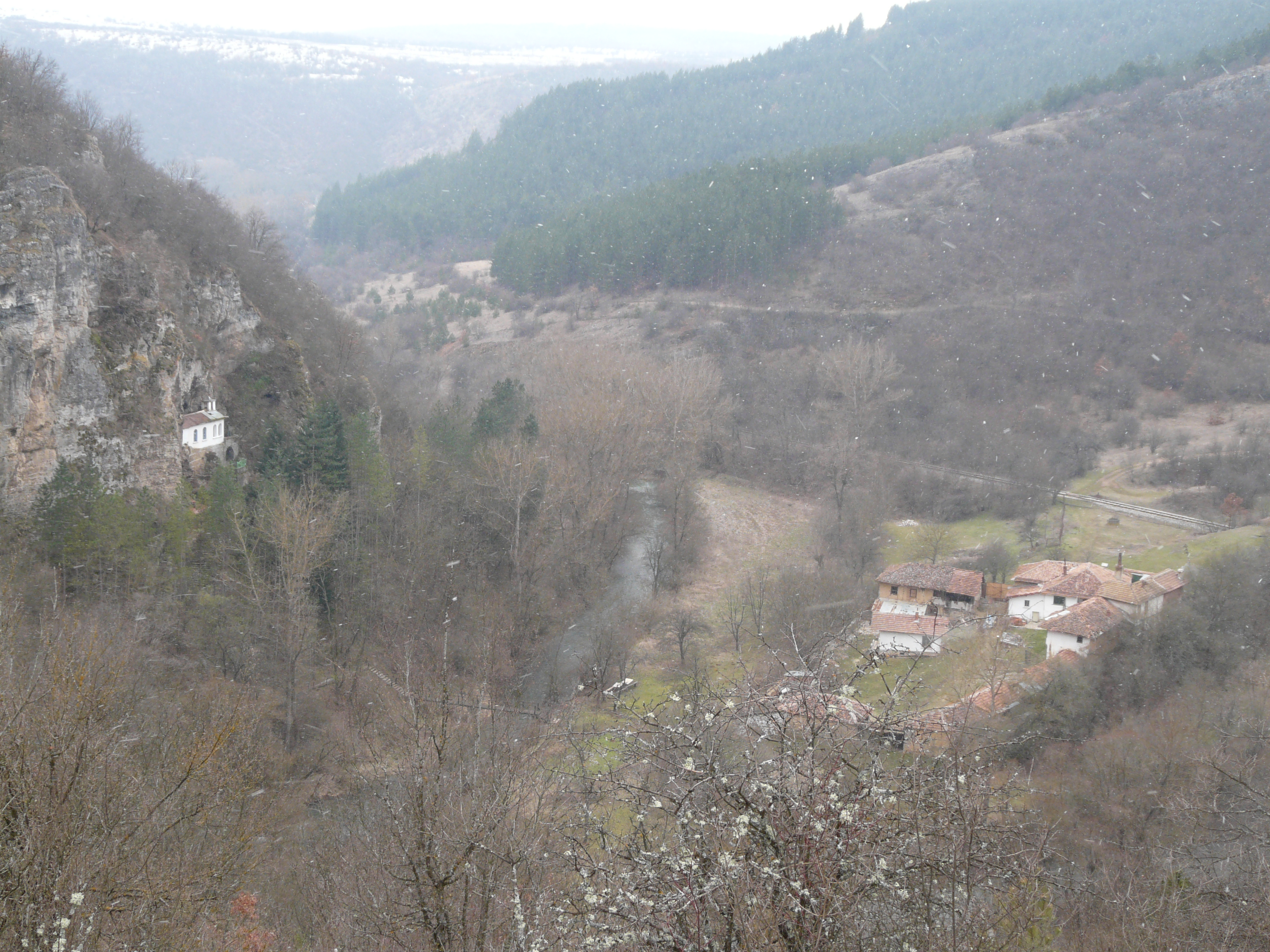
Le monastère de Razboïchté
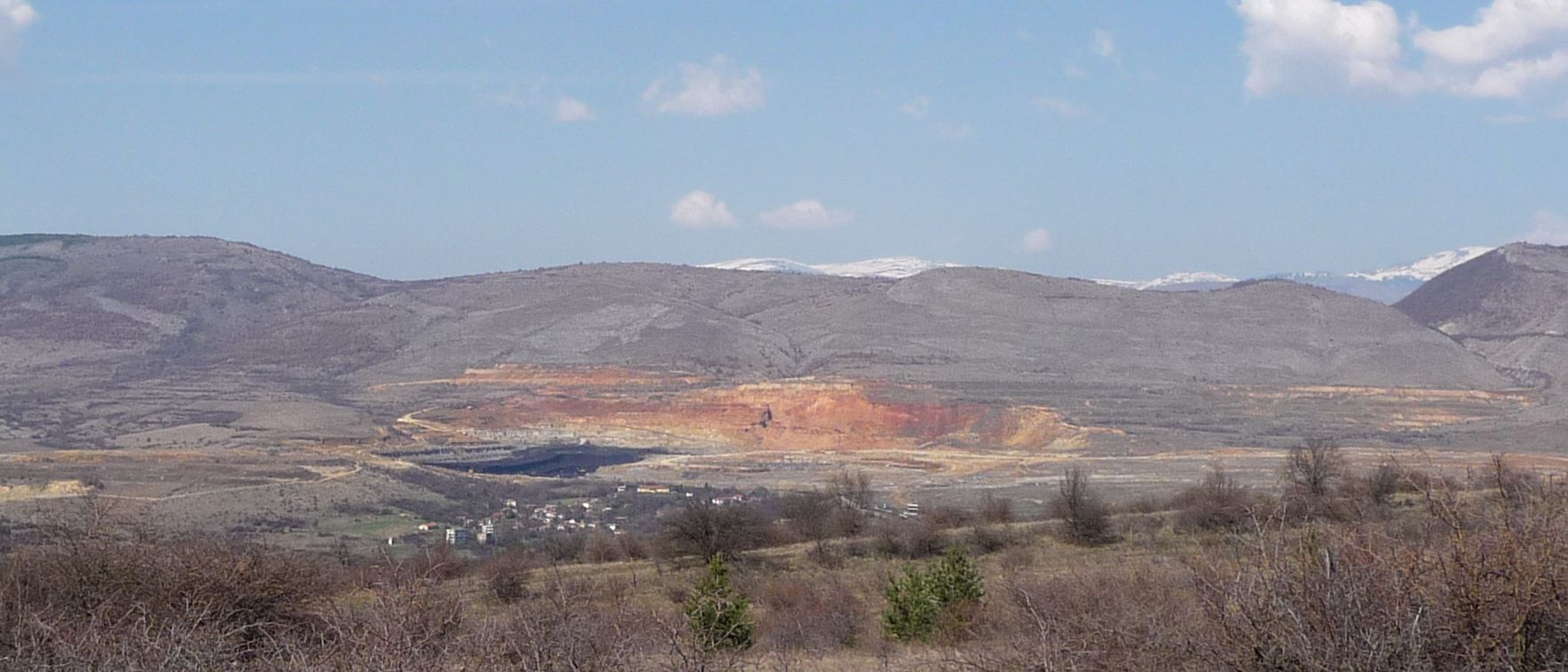
Vue sur le village de Stanyantsi